# جايير بيريرا
جايير بيريرا (بالإسبانية: Jair Pereira Rodríguez)‏ (7 يوليو 1986 في المكسيك - ) هو لاعب كرة قدم مكسيكي في مركز الدفاع. شارك مع منتخب المكسيك لكرة القدم. أما مع النوادي، فقد لعب مع كروز آزول ونادي غوادالاخارا وCruz Azul Hidalgo ‏ وتامبيكو ماديرو.

## مسيرته الكروية
لعب جايير بيريرا خلال مسيرته الاحترافية مع 5 أندية في خمسة عشر موسمًا وسجل خلالها 13 هدفًا ضمن 278 مباراة. حيث فاز في موسمين بالكأس وفي موسم واحد بالدوري.
خاض جايير بيريرا مسيرته مع تامبيكو ماديرو في موسم 2007–08 لمدة موسم واحد، مشاركًا في 21 مباراة ولم يسجل أي هدف. ثم انتقل إلى Cruz Azul Hidalgo ‏ في موسم 2008–09 ليلعب معه أربعة مواسم، حيث شارك في 76 مباراة سجل خلالها 3 أهداف. لينتقل بعدها إلى نادي كروز آزول في موسم 2011–12 واستمر معه طيلة ثلاثة مواسم، مشاركًا في 45 مباراة سجل خلالها هدفين. ثم انتقل إلى نادي غوادالاخارا في موسم 2013–14 ليلعب معه ستة مواسم، مشاركًا في 121 مباراة سجل خلالها 5 أهداف. هذا وانتقل لاحقًا إلى نادي كيريتارو في موسم 2019–20 لمدة موسم واحد، مشاركًا في 15 مباراة سجل خلالها 3 أهداف.

## روابط خارجية
- جايير بيريرا على موقع قاعدة بيانات كرة القدم.إي يو (الإنجليزية)
- جايير بيريرا على موقع ناشيونال فوتبول تيمز (الإنجليزية)
- جايير بيريرا على موقع Soccerway.com (الإنجليزية)
- جايير بيريرا على موقع AS.com (الإسبانية)